# Marienkirche (Leeste)

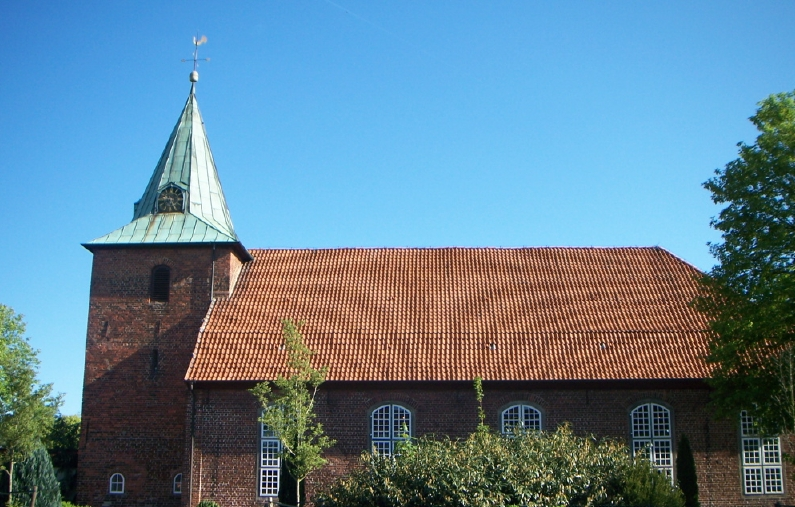
Marienkirche

Die evangelisch-lutherische, Marienkirche steht in Leeste, einem Ortsteil der Gemeinde Weyhe im Landkreis Diepholz von Niedersachsen. Die Kirchengemeinde gehört zum Kirchenkreis Syke-Hoya im Sprengel Osnabrück der Evangelisch-lutherischen Landeskirche Hannovers.
Das Gebäude steht unter Denkmalschutz (Siehe auch Liste der Baudenkmale in Weyhe).

## Geschichte
Als Leste wurde der Ort erstmals in einer undatierten Urkunde um 1185 nachgewiesen. 1324 wurden die Pfarrer aus Weyhe und Leeste genannt. Um 1525/27 fand die Reformation in der Grafschaft Hoya statt. Zur alten eckigen Kirche ist nur wenig überliefert; sie wurde 1777 abgebrochen.

### Bauwerk
Danach entstand von 1777 bis 1783 eine klassizistische Saalkirche aus Backstein, die am 30. Mai 1783 eingeweiht wurde.
Die Kirche besteht aus:
- Langhaus, heute mit einem nach Osten abgewalmten Mansarddach, mit der Sakristei mit Schleppdach, den Längswänden mit je fünf Sprossenfenstern mit Segmentbogen, den rundbogigen Eingängen in der Mittelachse und der rundbogigen Decke.
  - Seit 1852 umlaufende Empore, der östliche Teil wurde 1950 entfernt
- Gedrungener quadratischer Westturm von bereits 1700, nach einem großen Unwetter musste er teilweise erneuert werden. Im unteren Drittel des Turms wurden Klosterziegel verwendet. 1852 Schieferdeckung des Turmhelms, heute mit verkupfertem Helm mit vierseitigem Ansatz und oktogoner Spitze, darauf Kugel und Wetterhahn. 
  - Turmuhr von 1911 von Eduard Korfhage & Söhne mit drei Uhrgauben
  - Drei Kirchenglocken.[1]

| Glocke   | Schlagton | 0Gewicht0 | Durchmesser | Material | Gießer                  | Gießjahr |
| -------- | --------- | --------- | ----------- | -------- | ----------------------- | -------- |
| Dominica | d′        | 1700 kg   | 148 cm      | Bronze   | Glockengießerei Bachert | 2009     |
| Maria    | f′        | 900 kg    | 118 cm      | Bronze   | Herbert van Bippen      | 1516     |
| 3        | g′        | 700 kg    | 110 cm      | Bronze   | Glockengießerei Bachert | 2009     |
Die Sakristei wurde im Zweiten Weltkrieg schwer beschädigt und mit britischer Hilfe wiederaufgebaut.
Ein altes Pfarrhaus mit Gemeinderaum von 1814 und 1957 wurden verkauft und auch das Pfarr- und Gemeindehaus III von 1982. Ein Jugendhaus von 1854 und das alte Schul- und Küsterhaus wurden abgerissen.

### Innen, Ausstattung
- Klassizistischer Kanzelaltar aus der Bauzeit
- Abendmahlsbild unterhalb des Kanzelkorbs
- Zylindrische Taufe
- Altarkreuz von 1998 von Norbert Labenz
- Gedenk- oder Grabkreuz für P. Georg Ludolf Mestwerdt (amt. 1820–1845)

### Orgel
Die neue  Orgel mit elf Registern, zwei Manualen und einem Pedal wurde 1871 von Philipp Furtwängler & Söhne gebaut und 1956 durch Alfred Führer umfassend renoviert und um drei Register erweitert.

## Kirchengemeinde
Die ev. Mariengemeinde Leeste wird seit 2005 im verbundenen Pfarramt Weyhe-Leeste betreut. Die Gemeinde hat eine(n) Gebetskreis, Posaunenchor, Kirchenchor, Handarbeitskreis, Selbsthilfegruppe, Seniorenkreis, Mutter-Kind-Kreis, Frauenkreis sowie die Kindertagesstätte Morgenland.
Anlässlich des 150-jährigen Orgeljubiläums der Furtwänglerorgel organisierte die Gemeinde ab Juli 2022 eine Konzertreihe.